# Utica Blizzard
Die Utica Blizzard waren eine US-amerikanische Eishockeymannschaft aus Utica, New York. Das Team spielte von 1993 bis 1997 in der Colonial Hockey League.

## Geschichte
Das Franchise der Flint Bulldogs aus der Colonial Hockey League wurde 1993 von Flint, Michigan, nach Utica, New York, umgesiedelt und in Utica Bulldogs umbenannt. Dort ersetzen sie die kurz zuvor umgesiedelten Utica Devils aus der American Hockey League. Ihre Premieren-Spielzeit beendete die Mannschaft auf dem vierten Platz der East Division und verpasste die Playoffs. Anschließend wurde das Team in Utica Blizzard umbenannt. Die Playoffs erreichten sie zwar in den Spielzeiten 1994/95 und 1996/97, jedoch schieden sie jeweils bereits in der ersten Runde aus. 
Im Anschluss an die Saison 1996/97 wurde das Franchise nach Winston-Salem, North Carolina, umgesiedelt, wo es anschließend unter dem Namen Winston-Salem IceHawks am Spielbetrieb der UHL teilnahm, wie die Liga ab 1997 hieß.

## Saisonstatistik
Abkürzungen: GP = Spiele, W = Siege, L = Niederlagen, T = Unentschieden, OTL = Niederlagen nach Overtime SOL = Niederlagen nach Shootout, Pts = Punkte, GF = Erzielte Tore, GA = Gegentore, PIM = Strafminuten
| Saison  | GP | W  | L  | T | OTL | SOL | Pts | GF  | GA  | Platz     | Playoffs                       |
| 1993/94 | 64 | 21 | 39 | 4 | —   | —   | 46  | 226 | 330 | 4., CoHLE | nicht qualifiziert             |
| 1994/95 | 74 | 31 | 38 | 5 | —   | —   | 67  | 299 | 349 | 3., CoHLE | Niederlage in der ersten Runde |
| 1995/96 | 74 | 29 | 39 | — | —   | 6   | 64  | 285 | 339 | 5., CoHLE | nicht qualifiziert             |
| 1996/97 | 74 | 22 | 42 | — | —   | 10  | 54  | 278 | 385 | 4., CoHLE | Niederlage in der ersten Runde |

## Team-Rekorde

### Karriererekorde
Spiele: 181  Gary Miller
Tore: 122  Mark Green
Assists: 100  John Vecchiarelli
Punkte: 213  Mark Green
Strafminuten: 408  Richie Walcott

## Bekannte Spieler
- Garrett Burnett
- Oļegs Sorokins